# Miguel Cardoso
José Miguel Azevedo Cardoso (Trofa, 28 maggio 1972) è un allenatore di calcio portoghese.

## Carriera
Cardoso inizia ad allenare nel settore giovanile del Porto, continuando a insegnare educazione fisica in una scuola vicina al Trofa, il sobborgo della città portoghese di Porto di cui è originario. Trascorre nove anni al Porto, allenando atleti di tutte le età. Per quattro anni è anche preparatore atletico e vice-allenatore della squadra riserve del Porto.
Nel 2004-2005 è vice-allenatore del Belenenses. In seguito riveste lo stesso ruolo per Braga, Académica, di nuovo Braga, Sporting Lisbona e per gli spagnoli del Deportivo La Coruña.
Nell'aprile 2013 diviene coordinatore tecnico del settore giovanile dello Šachtar, club ucraino della cui squadra Under-21 diviene l'allenatore. Sotto la sua gestione la squadra ucraina raggiunge la finale della UEFA Youth Champions League 2014-2015.
All'inizio della stagione 2016-2017 è nominato vice-allenatore della prima squadra, affiancando il connazionale Paulo Fonseca, e ottiene il double campionato-Coppa d'Ucraina.
Il 12 giugno 2017 è ingaggiato dal Rio Ave, club della massima serie portoghese, per sostituire l'ex tecnico Luís Castro. Ad agosto è eletto allenatore del mese della Liga NOS.
Nel 2017-2018 guida il Rio Ave al quinto posto in campionato e alla conseguente qualificazione all'Europa League, la seconda nella storia del club. Sotto la sua guida il Rio Ave ottiene il proprio record di punti in una stagione di campionato portoghese (51).
Il 13 giugno 2018 diventa l'allenatore del Nantes, compagine della Ligue 1 francese. Il 1º ottobre 2018 è esonerato.
Il 12 novembre 2018 subentra sulla panchina del Celta Vigo, nella massima serie spagnola, al posto dell'esonerato Antonio Mohamed. Tuttavia, a causa degli scarsi risultati, il 3 marzo 2019 viene esonerato.
Nel luglio del 2019 viene ingaggiato dal club greco dell'AEK Atene.

## Statistiche

### Statistiche da allenatore
Statistiche aggiornate al 19 maggio 2025.
| Stagione         | Squadra          | Campionato       | Campionato | Campionato | Campionato | Campionato | Coppe nazionali | Coppe nazionali | Coppe nazionali | Coppe nazionali | Coppe nazionali | Coppe continentali | Coppe continentali | Coppe continentali | Coppe continentali | Coppe continentali | Altre coppe | Altre coppe | Altre coppe | Altre coppe | Altre coppe | Totale | Totale | Totale | Totale | % Vittorie | Piazzamento     |
| Stagione         | Squadra          | Comp             | G          | V          | N          | P          | Comp            | G               | V               | N               | P               | Comp               | G                  | V                  | N                  | P                  | Comp        | G           | V           | N           | P           | G      | V      | N      | P      | %          | Piazzamento     |
| ---------------- | ---------------- | ---------------- | ---------- | ---------- | ---------- | ---------- | --------------- | --------------- | --------------- | --------------- | --------------- | ------------------ | ------------------ | ------------------ | ------------------ | ------------------ | ----------- | ----------- | ----------- | ----------- | ----------- | ------ | ------ | ------ | ------ | ---------- | --------------- |
| 2017-2018        | Rio Ave          | PL               | 34         | 15         | 6          | 13         | CP+CdL          | 4+4             | 3+2             | 1+1             | 0+1             | -                  | -                  | -                  | -                  | -                  | -           | -           | -           | -           | -           | 42     | 20     | 8      | 14     | 47,62      | 5°              |
| ago.-set. 2018   | Nantes           | L1               | 8          | 1          | 3          | 4          | CF+CdL          | 0+0             | 0+0             | 0+0             | 0+0             | -                  | -                  | -                  | -                  | -                  | -           | -           | -           | -           | -           | 8      | 1      | 3      | 4      | 12,50      | Eson.           |
| nov. 2018-2019   | Celta Vigo       | PD               | 14         | 3          | 2          | 9          | CR              | 1               | 0               | 0               | 1               | -                  | -                  | -                  | -                  | -                  | -           | -           | -           | -           | -           | 15     | 3      | 2      | 10     | 20,00      | Sub., eson.     |
| ago. 2019        | AEK Atene        | SLE              | 1          | 0          | 0          | 1          | KE              | 0               | 0               | 0               | 0               | UEL                | 3                  | 1                  | 1                  | 1                  | -           | -           | -           | -           | -           | 4      | 1      | 1      | 2      | 25,00      | Eson            |
| gen.-giu. 2021   | Rio Ave          | PL               | 19+2       | 4          | 7          | 8+2        | CP+CdL          | 0+0             | 0+0             | 0+0             | 0+0             | -                  | -                  | -                  | -                  | -                  | -           | -           | -           | -           | -           | 21     | 4      | 7      | 10     | 19,05      | Sub, 16° (ret.) |
| Totale Rio Ave   | Totale Rio Ave   | Totale Rio Ave   | 53+2       | 19         | 13         | 21+2       |                 | 8               | 5               | 2               | 1               |                    | -                  | -                  | -                  | -                  |             | -           | -           | -           | -           | 63     | 24     | 15     | 24     | 38,10      |                 |
| gen.-giu. 2024   | Espérance        | CLP              | 10         | 6          | 3          | 1          | CT              | 1               | 0               | 0               | 1               | CCL                | 8                  | 4                  | 3                  | 1                  | -           | -           | -           | -           | -           | 19     | 10     | 6      | 3      | 52,63      | Sub,1°          |
| ago.-ott. 2024   | Espérance        | CLP              | 5          | 2          | 2          | 1          | CT              | 0               | 0               | 0               | 0               | CCL                | 2                  | 2                  | 0                  | 0                  | -           | -           | -           | -           | -           | 7      | 4      | 2      | 1      | 57,14      | Eson            |
| Totale Esperance | Totale Esperance | Totale Esperance | 15         | 8          | 5          | 2          |                 | 1               | 0               | 0               | 1               |                    | 10                 | 6                  | 3                  | 1                  |             | -           | -           | -           | -           | 26     | 14     | 8      | 4      | 53,85      |                 |
| dic. 2024-2025   | M. Sundowns      | PD               | 21         | 18         | 1          | 2          | NC              | 4               | 3               | 0               | 1               | CCL                | 6                  | 1                  | 4                  | 1                  | CmC         | 3           | 1           | 1           | 1           | 34     | 23     | 6      | 5      | 67,65      | Sub, 1°         |
| Totale carriera  | Totale carriera  | Totale carriera  | 114        | 49         | 24         | 41         |                 | 14              | 8               | 2               | 4               |                    | 19                 | 8                  | 8                  | 3                  |             | 3           | 1           | 1           | 1           | 150    | 66     | 35     | 49     | 44,00      |                 |

## Palmarès

### Allenatore

#### Competizioni nazionali
- Campionato sudafricano: 1

Mamelodi Sundowns: 2024-2025